# Драшкович, Душан
Душан Драшкович (серб. Душан Драшковић; род. 20 июня 1939, Баня-Лука) — югославский и сербский футболист, тренер. Почётный консул Республики Сербия в Гуаякиле.

## Биография
Родился в Баня-Луке в 1939 году. Во время войны его семья бежала в Черногорию, после войны осела в воеводинском селе Ловченац, здесь его первой командой стал «Негош». Поиграл за ряд известных команд — «Спартак», «Войводину», «Раднички» из города Ниш, ОФК из Суботицы. Высшим достижением Драшковича стала победа в составе резервной сборной Югославии на Средиземноморских играх в турецком Измире.
Свою тренерскую карьеру специалист начал на родине, однако свое имя он сделал в Южной Америке. С 1988 по 1993 год Драшкович возглавлял сборную Эквадора и за это время он вывел одну из слабейших сборных континента на новый уровень. В 1993 году югослав впервые вывел национальную команду в полуфинал Кубка Америки. В итоге эквадорцы заняли в турнире четвертое место. С молодёжной сборной Эквадора Драшкович занял высокое 4-е место на молодёжном чемпионате Южной Америки 1992 года.
Позднее Драшкович руководил сборными Боливии и Сьерра-Леоне, а также рядом латиноамериканских команд.

## Достижения

### Футболиста
- Победитель Средиземноморских игр: 1971

### Тренера
- Чемпион Гватемалы:  2000/01 (Клаусура)